# Hugo Sotelo
Hugo Sotelo Gómez (Vigo, 19 dicembre 2003) è un calciatore spagnolo, centrocampista del Celta Vigo.

## Carriera
Prodotto del settore giovanile del Celta Vigo, Sotelo è stato convocato in prima squadra per la prima volta nel maggio 2021 a causa di una serie di infortuni accorsi agli altri giocatori. Ha debuttato il 16 maggio 2021 in una vittoria per 2-1 in Liga contro il Barcellona.

## Statistiche

### Presenze e reti nei club
Statistiche aggiornate al 23 luglio 2024.
| Stagione        | Squadra         | Campionato      | Campionato | Campionato | Coppe nazionali | Coppe nazionali | Coppe nazionali | Coppe continentali | Coppe continentali | Coppe continentali | Altre coppe | Altre coppe | Altre coppe | Totale | Totale | Totale |
| Stagione        | Squadra         | Comp            | Pres       | Reti       | Comp            | Pres            | Reti            | Comp               | Pres               | Reti               | Comp        | Pres        | Reti        | Pres   | Reti   |        |
| --------------- | --------------- | --------------- | ---------- | ---------- | --------------- | --------------- | --------------- | ------------------ | ------------------ | ------------------ | ----------- | ----------- | ----------- | ------ | ------ | ------ |
| 2022-2023       | Celta Vigo B    | PF              | 29         | 1          | -               | -               | -               | -                  | -                  | -                  | -           | -           | -           | 29     | 1      |        |
| 2023-2024       | Celta Vigo B    | PF              | 1          | 0          | -               | -               | -               | -                  | -                  | -                  | -           | -           | -           | 1      | 0      |        |
| 2020-2021       | Celta Vigo      | PD              | 1          | 0          | CR              | 0               | 0               |                    | -                  | -                  |             | -           | -           | 1      | 0      |        |
| 2021-2022       | Celta Vigo      | PD              | 1          | 0          | CR              | 0               | 0               |                    | -                  | -                  |             | -           | -           | 1      | 0      |        |
| 2022-2023       | Celta Vigo      | PD              | 1          | 0          | CR              | 0               | 0               |                    | -                  | -                  |             | -           | -           | 1      | 0      |        |
| 2023-2024       | Celta Vigo      | PD              | 17         | 0          | CR              | 3               | 0               |                    | -                  | -                  |             | -           | -           | 5      | 0      |        |
| Totale carriera | Totale carriera | Totale carriera | 50         | 1          |                 | 3               | 0               |                    | -                  | -                  |             | -           | -           | 53     | 1      |        |